# Ututo
Ututo는 온전히 자유 소프트웨어로 구성된 리눅스 배포판이다. 아르헨티나 북부에서 볼 수 있는 게코(gecko)에서 이름을 딴 것이다.
Ututo는 GNU 프로젝트가 인식한 최초의 완전한 자유의 리눅스 기반 시스템이었다. GNU 프로젝트의 창립자 리처드 스톨먼은 한때 거의 예외적으로 이 배포판을 공개 지지했으며 이를 자신의 개인 컴퓨터에 사용했고 이후 그뉴센스, 그 뒤에 트리스퀠로 갈아탔다.

## 같이 보기
- 리눅스 배포판 비교